# Arlit
Arlit je industrijski grad u regiji Agadez u središnjem dijelu Nigera.
Nalazi se između Sahare i istočnog ruba planine Aïr te 200 km južno od granice s Alžirom. Imao je populaciju od 107,180 po popisu stanovnika iz 2010.
Arlit je utemeljen 1969., nakon otkrića urana. Razvijao se kao industrijski grad uz pomoć francuske vlade. U blizini grada su dva velika rudnika urana.
Nacionalno rudarsko društvo Nigera (SOMAIR) sagradilo je prvi rudnik urana 1971. godine. Francuska tvrtka "Compagnie d'Minière Akouta" (COMINAK) sagradila je drugi rudnik. Francuzi i danas proizvode uran u Arlitu u Nigeru, jer im je neophodan za nuklearne elektrane i za francuski nuklearni program.
Godine 2006., 3434 tona urana izvađeno je iz rudnika u Arlitu i izvozeno u Francusku. Prvo se vozi kamionima do luke u Cotonoua u Beninu. Na svom vrhuncu u 1980-im, 40% proizvodnje urana u Nigeru bilo je iz Arlita, a uran je predstavljao 90% izvoza Nigera. Glavna moderna cesta, zove se magistrala urana.